# Paralimna fellerae
Paralimna fellerae är en tvåvingeart som beskrevs av Wayne N. Mathis 1997. Paralimna fellerae ingår i släktet Paralimna och familjen vattenflugor. Inga underarter finns listade i Catalogue of Life.